# Resolució 1034 del Consell de Seguretat de les Nacions Unides
La Resolució 1034 del Consell de Seguretat de les Nacions Unides fou adoptada per unanimitat el 21 de desembre de 1995. Després de recordar anteriors resolucions inclosa la Resolució 1019 (1995), el Consell va debatre les violacions del dret internacional humanitari a l'antiga Iugoslàvia, específicament a Bòsnia i Hercegovina.
El Consell de Seguretat va condemnar el fet que les forces serbobosnianes no complissin amb les disposicions de la Resolució 1019. El Secretari General havia informat sobre violacions dels drets humans Srebrenica, Žepa, Banja Luka i Sanski Most i va trobar proves d'execucions, violacions, expulsions massives, detencions arbitràries, treballs forçats i desaparicions. El Consell va assenyalar que les persones perseguides pel Tribunal Penal Internacional per a l'antiga Iugoslàvia establert a la Resolució 827 (1993) no podrien participar en les eleccions a Bòsnia i Hercegovina.
Totes les violacions del dret internacional humanitari van ser fortament condemnades, en particular les comeses pels serbis de Bòsnia, per l'evidència que un gran nombre d'homes de Srebrenica van ser executats per ells. El Consell va exigir que organitzacions internacionals com el Comitè Internacional de la Creu Roja tinguessin accés a presoners, refugiat i persones desplaçades. Les violacions del dret humanitari i dels drets humans a Srebrenica, Žepa, Banja Luka i Sanski Most de juliol a octubre de 1995 serien investigades íntegrament per les agències pertinents de les Nacions Unides i altres organitzacions.
Es va assenyalar que el TPII havia emès acusacions contra els líders serbis de Bòsnia Radovan Karadžić i Ratko Mladić pels delictes comesos contra els musulmans bosnians. Es va demanar a la part sèrbia de Bòsnia que i donés accés immediat a la regió amb finalitats de recerca. Totes les parts, especialment els serbis de Bòsnia, havien de preservar l'evidència sense destruir-la ni amagar-la, i es va exigir que es tanquessin tots els centres de detenció.
El Consell de Seguretat també va condemnar el saqueig i la destrucció de propietats per part de les forces de Croàcia al voltant de Mrkonjić Grad i Šipovo, i va exigir que cessés i que fossin detinguts els responsables de les violacions. També va exigir que totes les parts s'abstinguessin de posar mines terrestres, especialment en àrees controlades per ells, i crear condicions per a la repatriació de refugiats.